# コヒガン
コヒガン (小彼岸）はバラ科サクラ属のサクラで、広義ではマメザクラとエドヒガンが交雑した種間雑種の総称であり（Cerasus × subhirtella (Miq.) Masam. et Suzuki）、狭義ではそのうちの特定の栽培品種のこと（Cerasus × subhirtella 'Kohigan'）。米倉浩司・梶田忠「BG Plants 和名－学名インデックス」（YList）によると、標準和名をコヒガンザクラ（小彼岸桜）、対応する標準学名を Cerasus subhirtella (Miq.) Masam. et S.Suzuki としている。
狭義のコヒガンの花期が早く彼岸頃に咲き始めるためにこの名前がついたといわれている。別名にヒガンザクラ（彼岸桜）、センボンヒガン（千本彼岸）。なお、エドヒガンの別名もヒガンザクラ（彼岸桜）であり、更にカンヒザクラをヒカンザクラ（緋寒桜）と呼ぶこともあるため混同に注意が必要である。

## 広義のコヒガン
Cerasus ×subhirtellaで学名表記される広義のコヒガン系には、樹高5m程度の比較的小さな亜高木の栽培品種が多く、狭義のコヒガン、ジュウガツザクラ、シキザクラ、オモイガワ、クマガイ、ウジョウシダレなどがある。このうちジュウガツザクラとシキザクラは珍しい二季咲き（春と秋から冬に咲く）の栽培品種である。このような二季咲きには、マメザクラとオオシマザクラとの雑種ではコバザクラ（フユザクラ）が、シナミザクラとエドヒガンの雑種にはコブクザクラがあり、ネパールにも秋に咲く野生種のヒマラヤザクラが存在している。
コヒガン系の中では例外的に大きく育つコシノヒガン（タカトオコヒガン）はコヒガン系の栽培品種とされることもあるが、コヒガンを野生の種間雑種と見なした場合はその品種 (form)、またはエドヒガンの変種とする考えもある。コヒガンの品種 (form) 扱いとしてはヤブザクラ（藪桜）やホシザクラ（星桜）などがある。
なおコヒガン、ジュウガツザクラ、シキザクラ、クマガイ、コシノヒガン（タカトオコヒガン）の各栽培品種には、それぞれに遺伝情報が違う複数のクローンがあり、同じ栽培品種であってもクローンごとに特徴に相違がある。これは接ぎ木や挿し木のほかにも他の個体と交雑した種子でも増殖され、その後に各個体の形態が似ていたことから別々の栽培品種として区別されず一つの栽培品種として認識されたことによるものと考えられている。

## 狭義のコヒガン

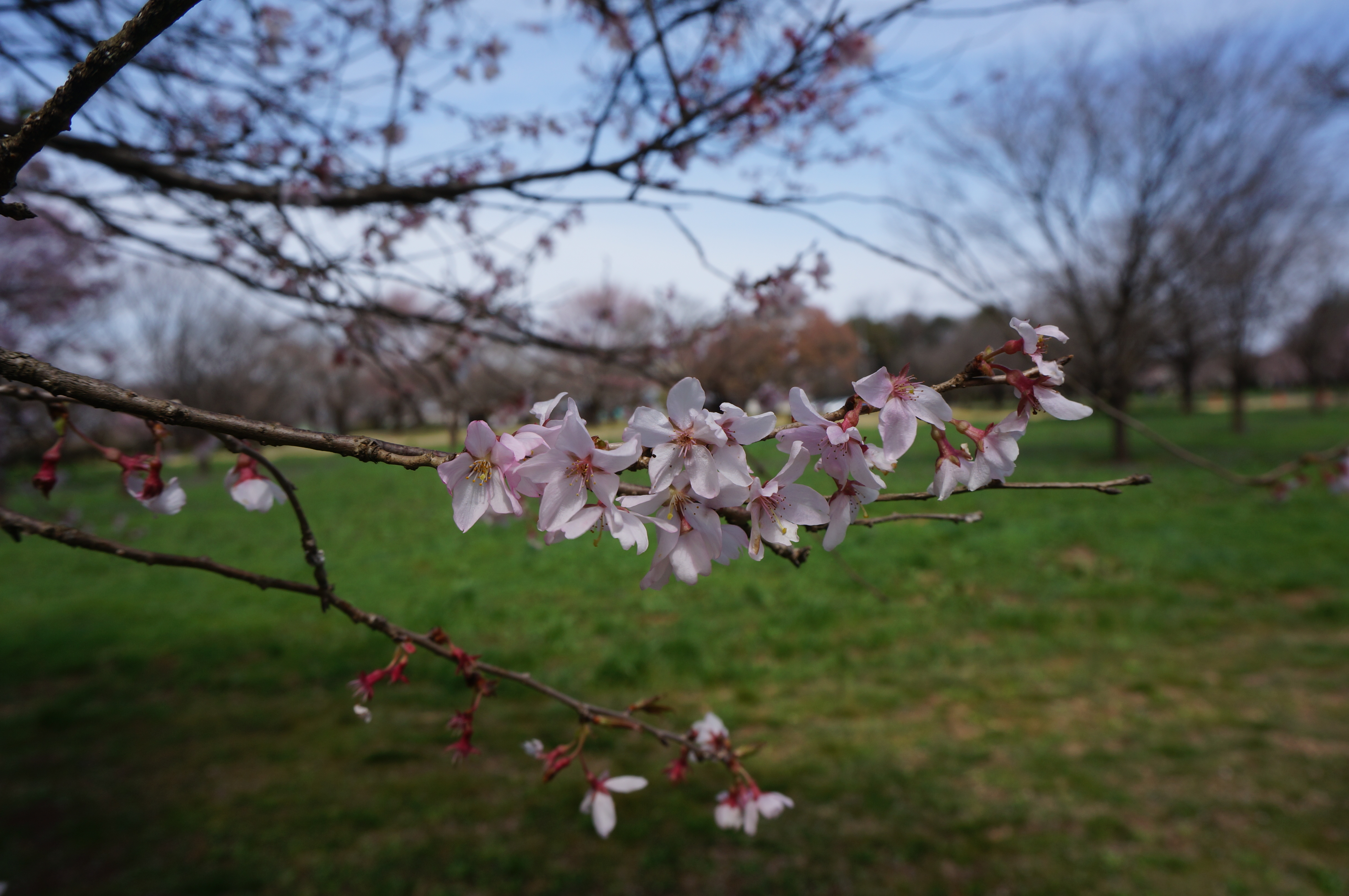
狭義のコヒガン 日本花の会 結城農場

庭や庭園に植えられる落葉小高木。YList によれば、狭義の標準和名コヒガンザクラに対応する学名を、Cerasus subhirtella (Miq.) Masam. et S.Suzuki 'Kohigan'  としている。中国名は大葉旱櫻。エドヒガンとマメザクラの雑種と推定され、長野県伊那市の高遠城址の群生がよく知られる。
樹形は盃状、樹高は亜高木で一般的には大木にならないため庭植えや切り花に向いている。樹皮は灰褐色で、サクラ類で見られる横長の皮目が多く、ときに不規則に裂ける。一年枝は灰色や淡灰褐色で毛がある。
花期は3 - 4月。ソメイヨシノよりも花は小さめで、やや早く咲く。一重咲きで淡紅色の花を咲かせ、東京の花期は3月中旬頃で春の彼岸ごろには花が咲くことからコヒガンと命名されている。花色はソメイヨシノよりも濃い。親種のエドヒガンの特徴を継いでおり、彼岸頃に葉が展開する前に花が咲き、柄や葉に毛が多く、萼筒の根元が少し膨れるつぼ形である点は共通しているが、萼筒はエドヒガンより細い。また花が終わると小さい黒い実をつけ、秋になると紅葉する。
冬芽は互生し、長卵形や楕円形で濃褐色をしている鱗芽で、芽鱗は多数が重なり毛がある。葉痕は半円形でやや膨らみ、維管束痕が3個つく。